# 莫基伊夫齊
50°3′41″N 27°3′16″E / 50.06139°N 27.05444°E
莫基伊夫齊（烏克蘭語：Мокіївці），是烏克蘭的村落，位於該國西部赫梅利尼茨基州，由舍佩蒂夫卡區負責管轄，始建於1543年，面積0.231平方公里，海拔高度291米，2001年人口870。